# Mackenzie Gray
Alexander Mackenzie Gray (ur. 22 listopada 1957 w Toronto) – kanadyjski aktor, scenarzysta, reżyser, producent filmowy, telewizyjny i teatralny.

## Życiorys
Urodził się i wychował w Toronto w Kanadzie, gdzie uczył się w Jarvis Collegiate Institute. W latach 1977–78 uczęszczał do The City Literature Institute w Londynie w Anglii, a w latach 1979-83 studiował na Uniwersytecie w Toronto. 
Dorabiał także jako model związany z agencją Trisko Talent Management. We wczesnych latach 90. pozował jako Mick Jagger do fotografii, która promowała perfumy Karla Lagerfelda „Foto”.
Występował w filmach niezależnych w Anglii, ale jego pierwszym filmem fabularnym w Ameryce Północnej był The Wars (1983) w 1983 roku. Od ponad 30 lat jest aktorem. Wystąpił w ponad 130 filmach i programach telewizyjnych. Wielka sieć amerykańska. Pracował na scenie w Wielkiej Brytanii, Kanadzie i Stanach Zjednoczonych w setkach sztuk teatralnych, musicalach i kabaretach, grał m.in. w widowisku Unidentified Human Remains and the True Nature of Love na scenie Crows Theatre w Toronto, a także w musicalu Richarda O’Briena The Rocky Horror Show jako Frank'n'Furter. Użyczył także głosu do animowanych seriali i filmów dokumentalnych. Był też płodnym reżyserem, scenarzystą i producentem filmwym i teatralnym. Napisał teksty winiet do kilku odcinków programu Ulica Sezamkowa (Sesame Street, 1984-1986).
Był wokalistą i gitarzystą zespołu rockowego The Fridge Stickers z Toronto. Przez pięć lat wykładał historię filmu w The Art Institute of Vancouver w Vancouver i uczy aktorstwa filmowego na University of British Columbia. Przez cztery lata był także członkiem zarządu Akademii Kinematografii Kanadyjskiej i Telewizji. 
12 sierpnia 2000 ożenił się z Andreą Simpson. Jednak w roku 2005 doszło do rozwodu.

## Wybrana filmografia

### filmy fabularne
- 1997: Strip Search jako Lawrence Durrell
- 2008: Zagadki Sfinksa (Riddles of the Sphinx, TV) jako Ryder
- 2011: Grave Encounters jako Houston Gray
- 2013: Metallica Through the Never jako wysoki mężczyzna
- 2013: Człowiek ze stali (Man of Steel) jako Jax-Ur

### seriale TV
- 1995: Legendy Kung Fu (Kung Fu: The Legend Continues) jako Kuba Rozpruwacz
- 1997: F/X jako reżyser
- 1997: Na południe (Due South) jako George
- 1997: Nikita (La Femme Nikita) jako Skyler
- 2000: Misja w czasie (Seven Days) jako dr Rugoff
- 2005: Młodzi muszkieterowie (Young Blades) jako Letrec
- 2005: Słowo na L (The L Word) jako Venus de Myler
- 2006: Tajemnice Smallville jako dr Alistair Kreig
- 2006: Kyle XY jako funkcjonariusz
- 2008: Świry jako Gregor
- 2008-2012: Iron Man: Armored Adventures jako Obadiah Stane / Iron Monger (głos)
- 2010: Tajemnice Smallville jako Lex Luthor Clone
- 2011: Rodzina Kennedych (The Kennedys) jako senator Russell
- 2012: Ninjago: Mistrzowie spinjitzu jako generał Fangpyre (głos)
- 2017: Legion jako The Eye